# ガブリエラ・モンテーロ
ガブリエラ・モンテーロ（Gabriela Montero, 1970年5月10日 カラカス - ）はベネズエラ出身でアメリカ合衆国で活躍するピアニスト・即興演奏家。

## 来歴
父はベネズエラ人、母はアメリカ人。セルジオ・ティエンポの母リルらに指導を受け、5歳で初めて公開演奏を行なう。8歳でベネズエラ青少年管弦楽団と共演し、演奏会デビューを果たすとともに、ベネズエラ政府より奨学金を得てアメリカ合衆国に留学。12歳でボールドウィン国民コンクールとAMSA青少年芸術家ピアノコンクールに入賞。この時はシンシナティ交響楽団と共演してチャイコフスキーの《ピアノ協奏曲 第1番》を演奏した。
ロンドン王立音楽院に留学し、ヘイミッシュ・ミルンらに師事した後、1995年に第13回ワルシャワ・ショパン国際ピアノコンクールにて銅賞を受賞した。
ウィグモア・ホールやケネディ・センター、オタワ国民芸術センター、オーチャードホール、テアトロ・コロン、ミュンヘン・ヘルクレスザール、ハンブルク・ムジークハレ、ベルリン・コンツェルトハウスなどでリサイタルを行なってきたほか、世界の数々の音楽祭に招待されて演奏されてきた。とりわけ、マルタ・アルゲリッチが主宰するルガーノやブエノスアイレスの音楽祭の常連として知られており、アルゲリッチ本人から稀有の才能の持ち主と評価されている。
モンテーロは、即興演奏の才能でも名高く、有名な作曲家の主題に基づく即興演奏や、ポピュラー音楽を大作曲家の作風で再構成することを得意としており、演奏会や録音でその能力を披露している。2006年12月3日に60 Minutesにおいて、2008年2月19日にはBBCニュースナイトにおいて特集番組が放映され、前者の日本語吹き替え版は2008年にTBSでも放映された。ただし、即興演奏や編曲の能力について、聴衆や評論家の評価は賛否両論に分かれている。
ショパン、リスト、グラナドス、スクリャービン、ラフマニノフといったヴィルトゥオーゾ向けの作曲家を得意とする一方で、バッハのクラヴィーア作品にも愛着を寄せている。室内楽奏者としては、ルガーノ音楽祭での共演が縁となり、ゴーティエ・カプソンと共にラフマニノフやプロコフィエフのチェロソナタを録音した。